# 埃里克·A·戈谢
埃里克·A·戈谢（英語：Eric Alexander Gaucher，1972年—）是一位美国生物学家，喬治亞州立大學教授，专攻进化合成生物学。